# Водоспуск
Водоспуск (водоспускное сооружение), также устар. бешло́т (бейшлот, от нидерл. bijsloot — «дорожная канава, кювет») — гидротехническое сооружение с отверстиями, служит для опорожнения водохранилища, промыва донных наносов, а также для пропуска эксплуатационных расходов воды в нижний бьеф.
- Трубчатый водоспуск находится в теле бетонной плотины[2].
- Тоннельный водоспуск применяется в земляных и каменных плотинах и располагается в основании плотины или в обход её[2].